# IFNL3
IFNL3 (англ. Interferon lambda 3) – білок, який кодується однойменним геном, розташованим у людей на короткому плечі 19-ї хромосоми. Довжина поліпептидного ланцюга білка становить 196 амінокислот, а молекулярна маса — 21 706.
| 10         |  | 20         |  | 30         |  | 40         |  | 50         |
| ---------- |  | ---------- |  | ---------- |  | ---------- |  | ---------- |
| MTGDCMPVLV |  | LMAAVLTVTG |  | AVPVARLRGA |  | LPDARGCHIA |  | QFKSLSPQEL |
| QAFKRAKDAL |  | EESLLLKDCK |  | CRSRLFPRTW |  | DLRQLQVRER |  | PVALEAELAL |
| TLKVLEATAD |  | TDPALGDVLD |  | QPLHTLHHIL |  | SQLRACIQPQ |  | PTAGPRTRGR |
| LHHWLHRLQE |  | APKKESPGCL |  | EASVTFNLFR |  | LLTRDLNCVA |  | SGDLCV     |

A: Аланін

C: Цистеїн

D: Аспарагінова кислота

E: Глутамінова кислота

F: Фенілаланін

G: Гліцин

H: Гістидин

I: Ізолейцин

K: Лізин

L: Лейцин

M: Метіонін

N: Аспарагін

P: Пролін

Q: Глутамін

R: Аргінін

S: Серин

T: Треонін

V: Валін

Кодований геном білок за функцією належить до цитокінів. 
Задіяний у такому біологічному процесі, як противірусний захист. 
Секретований назовні.